# 43857 Tanijinzan
43857 Tanijinzan è un asteroide della fascia principale. Scoperto nel 1993, presenta un'orbita caratterizzata da un semiasse maggiore pari a 2,7790012 au e da un'eccentricità di 0,1822308, inclinata di 22,64374° rispetto all'eclittica.